# 조희연 (1887년)
조희연(曹禧連, 1887년~?) 일제강점기때의 군수이다. 평안북도 태천 출신이다.
1887년 3월 태어났다. 1912년 3월 경성고등보통학교 교원속성과를 졸업, 졸업 후 강원도 횡성공립보통학교 부훈도에 임명되어 교직생활을 시작했다. 1913년 4월 강원도 안현공립보통학교로 옮겨 1914년 4월까지 부훈도로 근무, 11월 판임문관시험에 합격했다. 1915년 5월 평안북도 태천군 판임관견습에 임명되었다. 1916년 7월 평안북도 태천군 서기를 지냈다.
1922년 9월 평안북도 의주군으로 옮겨 근무하면서 1924년 진남포세관 의주세관출장소 감시를 겸했다. 1925년 1월 평안북도 창성군 속(재무계주임)을 맡았고, 6월 군수로 승진해 평안북도 철산군수로 부임했다. 1928년 8월 평안북도 삭주군수로 옮겼다. 11월 쇼와천왕 즉위기념 대례기념장을 받았다.
1932년 2월 평안북도 선천군수로 옮겨 재직, 재직 중 선천군농회 회장으로 활동했다. 10월 조선쇼와5년 국세조사기념장을 받았다. 1933년 3월 훈6등 서보장을 받았다. 1934년 8월부터 평안북도 의주군수로 재직하다 이듬해 11월에 퇴직했다. 1935년 10월 시정25주년 기념표창을 받았다. 1938년부터 1940년까지 태천산업조합 전무이사를 지냈다.

## 참고 문헌
- 친일인명사전편찬위원회 (2009). 《친인명사전》. 615쪽.